# Актон, Чарльз
Ча́рльз Джэ́нуариус Э́дуард А́ктон (лат. Carolus Ianuarius Eduardus  Acton, англ. Charles Januarius Edward Acton), или Ка́рло Дженна́ро Эдоа́рдо А́ктон (итал. Carlo Gennaro Edoardo Acton; 6 марта 1803, Неаполь, Неаполитанское королевство — 23 июня 1847, Неаполь, королевство Обеих Сицилий) — кардинал, церковный сановник и дипломат папского государства, секретарь Священной Конгрегации дисциплины монашествующих, генеральный аудитор Апостольской Палаты, префект Священной Конгрегации индульгенций и священных реликвий, кардинал-священник Санта-Мария-делла-Паче и Сан-Марко, кардинал-протектор Папской церковной академии.
Переводчик во время беседы папы Григория XVI и российского императора Николая I. Участник Конклава, на котором был избран папа Пий IX. Сыграл важную роль в разделении Англии на восемь апостольских викариатов, впоследствии преобразованных в епархии. Категорически отказался от чести возглавить кафедру митропольной архиепархии Неаполя.

## Биография

### Ранние годы
Чарльз Джэнуариус Эдуард Актон родился в Неаполе 6 марта 1803 года. Он был вторым сыном сэра Джона Фрэнсиса Актона, 6-го баронета Актона и Мэри Энн, урождённой Актон. Его отец и мать приходились друг другу дядей и племянницей. Они принадлежали к младшей ветви Актонов из Элдэнхэм-холла, близ Бриджнорта в Шропшире, и переехали в Неаполь незадолго до рождения второго сына. Сэр Джон Фрэнсис был премьер-министром Неаполитанского королевства, когда, после смерти кузена, сэра Ричарда, унаследовал титул и родовое имение в Англии.
При крещении будущий кардинал получил имена Карла Януария Эдуарда. В 1811 году он и его старший брат были определены в католическую школу аббата Кенье в Парсонс-Грин, недалеко от Лондона, затем в протестантскую школу в Айслуорте. В 1820 году они поступили в Вестминстерскую школу, но из-за католической идентичности им пришлось покинуть учебное заведение. После частных занятий в Кенте с протестантским священником, мистером Джонсом, в 1819 году Чарльз Актон поступил в колледж Святой Магдалины в Кембридже, который окончил в 1822 (по другой версии 1823) году. 29 июня 1822 года он был принят на службу в Линкольнс-Инн.
Он обладал уникальным музыкальным талантом, однако, обнаружив в себе призвание к монашеской жизни, в 1823 году переехал в Рим и поступил в Папскую церковную академию для лиц благородного происхождения, где готовилось церковные кадры для дипломатической службы Святого Престола.

### Начало церковного служения
После рукоположения в сан священника в 1827 году, по протекции Государственного секретаря Джулио Мария делла Сомалья и лично папы Льва XII он стал тайным камергером. В июне того же года его назначили секретарём апостольского нунция во Франции, монсеньора Луиджи Ламбрускини, где он получил возможность набраться опыта на дипломатической службе.
В 1828 году папа Пий VIII вернул Чарльза Актона из Парижа в Рим и назначил вице-легатом, предоставив ему на выбор одну из четырёх дипломатических миссий, во главе которых обычно ставились кардиналы. Он выбрал Болонью, как возможность для дальнейшего совершенствования в церковно-административной работе. В 1829 году Чарльз Актон на время покинул место служения и приехал в Англию, чтобы присутствовать на свадьбе сестры с сэром Ричардом Трокмортоном.
Папа Григорий XVI назначил его помощником судьи в гражданском суде Рима, затем секретарём Конгрегации регулярной дисциплины. 2 февраля 1837 года он был назначен генеральным аудитором Апостольской Палаты, получив высший чин в папском государстве после сана кардинала. Вероятно, это был первый раз, когда генеральным аудитором стал иностранец. Актон отказался от высокой чести, но ему пришлось согласиться с назначением из послушания.

### Кардинал
На консистории 18 февраля 1839 года Папа Григорий XVI тайно (лат. in pectore) возвёл Чарльза Актона в сан кардинала. О назначении было объявлено лишь через три года. 24 января 1842 года он получил кардинальскую шапку и титул кардинала-священника Санта-Мария-делла-Паче. В том же году стал протектором Английского колледжа в Риме.
В 1840 году кардинал Чарльз Актон способствовал разделению Англии на восемь церковных округов или апостольских викариатов. Это стало первым шагом к реконструкции структур Римско-католической церкви в Великобритании. Все вопросы, связанные с исторической родиной кардинала, были поручены папами его заботам.
Способность суждения и правовая компетентность Чарльза Актона заслужили ему авторитет в папской администрации. Он был выбран в качестве переводчика во время встречи папы Григория XVI и российского императора Николая I в 1845 году. Кардинал принимал участие в конклаве 1846 года, когда новым папой стал Пий IX.
Вскоре после конклава он принял новый титул кардинала-священника Сан-Марко. 21 декабря 1846 года Чарльз Актон был назначен префектом Священной Конгрегации индульгенций и священных реликвий. Однако в том же году из-за ухудшившегося состояния здоровья — его мучили приступы лихорадки — подал в отставку и переехал из Рима в Палермо, затем в Неаполь. Король Обеих Сицилий просил его стать архиепископом Неаполя, но он категорически отказался.
Кардинал Чарльз Актон умер 23 июня 1847 года в доме Общества Иисуса в Неаполе. Причиной смерти, вероятно, стал туберкулёз лёгких. После панихиды он был похоронен в кафедральном соборе Неаполя.